# Suiyang (köpinghuvudort i Kina, Heilongjiang Sheng, lat 44,42, long 130,88)
Suiyang (kinesiska: 绥阳, 绥阳镇) är en köpinghuvudort i Kina. Den ligger i provinsen Heilongjiang, i den nordöstra delen av landet, omkring 360 kilometer sydost om provinshuvudstaden Harbin. Antalet invånare är 28 626. Befolkningen består av 13 632 kvinnor och 14 994 män. Barn under 15 år utgör 14,0 %, vuxna 15-64 år 77 %, och äldre över 65 år 8,0 %.
Runt Suiyang är det ganska glesbefolkat, med 28 invånare per kvadratkilometer. I omgivningarna runt Suiyang växer i huvudsak lövfällande lövskog.
Genomsnittlig årsnederbörd är 977 millimeter. Den regnigaste månaden är juli, med i genomsnitt 203 mm nederbörd, och den torraste är januari, med 6 mm nederbörd.